# حزب ملی‌گرای اسپانیا
حزب ملی‌گرای اسپانیا یا حزب ناسیونالیست اسپانیا (اسپانیایی: Partido Nacionalista Español‎) یک حزب سیاسی ملی‌گرا فعال در جمهوری دوم اسپانیا بود. این حزب توسط خوزه ماریا آلبینا در سال ۱۹۳۰ تأسیس شد.

## ایدئولوژی
نکات اصلی حزب عبارت بودند از:
- دفاع از وحدت اسپانیا و رد مناطق خودمختار
- احترام به «اصول دینی».
- سلطنت طلبی.
- دفاع از نظم اجتماعی مخالفت با مبارزه طبقاتی
- «ملی‌گرایی ارضی» و ارتقا همکاری و اعتبار کشاورزی.
- مالیات برابر.
- آموزش ابتدایی رایگان و اجازه دسترسی به طبقات عمومی به آموزش متوسطه و عالی.
- ملی شدن خدمات بهداشتی و کمک‌های اجتماعی.
- اقدام بین‌المللی برای جلوگیری از بی‌اعتبار کردن اسپانیا.

موقعیت ایدئولوژیک حزب ملی‌گرای اسپانیا به عنوان فوق ارتجاعی و سنت گرایانه تعریف شده‌است. در حقیقت، خوزه ماریا آلبینانا در آخرین وصیت نامه خود از پیروان خود خواست تا به سنت سنتی‌گرایی بپیوندند.

## تاریخچه
این حزب در انتخابات عمومی سال ۱۹۳۶ نماینده مادرید (خوزه ماریا آلبینا) برای مادرید به دست آورد. این حزب اندکی پس از کودتای نظامی سال ۱۹۳۶ منحل شد.